# Hilda Geiringer
Hilda Geiringer, névváltozatok: Geiringer Hilda, Hilda von Mises, Hilda Pollaczek-Geiringer (Bécs, 1893. szeptember 28. – Santa Barbara, Kalifornia, 1973. március 22.) magyar származású osztrák-amerikai matematikus.

## Élete
Magyarországi zsidó családban született. Apja, Ludwig Geiringer Magyarországon született, anyja, Martha Wertheimer bécsi származású. Apja Bécsben textilgyárosként dolgozott.

### Bécsi Egyetem
Még középiskolás korában Geiringer nagyszerű matematikai képességekről tett tanúbizonyságot. Szülei anyagilag támogatták, hogy matematikát tanulhasson a bécsi egyetemen. Ugyanott doktori fokozatot szerzett 1917-ben Wilhelm Wirtinger vezetésével a Trigonometrische Doppelreihen című tézisével a kétváltozós Fourier-sorokról. A következő két évben Leon Lichtenstein asszisztenseként a Jahrbuch über die Fortschritte der Mathematik szakfolyóirat szerkesztésével foglalkozott.

### Berlini Alkalmazott Matematikai Intézet
1921-ben Geiringer Berlinbe költözött, ahol Richard von Mises asszisztenseként dolgozott az Alkalmazott Matematikai Intézetben. Ugyanebben az évben feleségül ment  Pollaczek Félixhez, aki Geiringerhez hasonlóan, Bécsben született zsidó családban, és Berlinben tanult. Pollaczek 1922-ben doktorált, majd a berlini postaszolgálatnál dolgozott, matematikai módszereket alkalmazva a telefonkapcsolatokra. Hildának és Félixnek 1922-ben lánya született, Magda (aki később a híres fizikus Tisza László felesége lett). Házasságuk azonban felbomlott. A válás után Geiringer tovább dolgozott von Misesnél, és egyúttal gyermekét is nevelte.
Bár tiszta matematikusnak készült, Geiringer az alkalmazott matematika felé fordult, hogy kutatási területe illeszkedjen az Alkalmazott Matematikai Intézetben folyó munkához. Ebben az időben a statisztikával, a valószínűségszámítással és a képlékenységtan matematikai elméletével foglalkozott. Habilitációs szakdolgozatot nyújtott be, hogy oktatói minősítést szerezzen a Berlini Egyetemen, de azt nem fogadták el azonnal. Geiringer 1933 decemberében elvesztette az egyetemi állását. Valójában 1933-ban javasolták rendkívüli professzori posztra való kinevezését, de a javaslatot „felfüggesztették”, miután a közszolgálati törvény két hónappal Adolf Hitler hatalomra jutása után hatályba lépett. Ez a törvény eltiltotta a zsidókat a tanári, professzori, bírói vagy más kormányzati tisztségtől. Geiringer elhagyta Németországot, miután elbocsátották a berlini egyetemről, és gyermekével együtt Brüsszelbe költözött. Ott kinevezték a Mechanikai Intézetbe, ahol a rezgéselméletben alkalmazta a matematikát.

### Isztambul
1934-ben Geiringer von Misest követte Isztambulba, ahol a matematika professzorává nevezték ki, és folytatta az alkalmazott matematika, a statisztika és a valószínűségszámítás kutatását. Még törökül is megtanult. Törökországban felkeltették érdeklődését  Gregor Mendel ágostoni szerzetes által megfogalmazott genetikai alapelvek. 1935 és 1939 között a valószínűségszámítás felhasználásával foglalkozott, amelyhez ő és von Mises jelentős hozzájárulást nyújtottak. Vitathatatlanul Hilda Geiringer volt az egyik úttörője a molekuláris genetika, humángenetika, növénygenetika, emberi öröklődés, genomika,  biotechnológia, orvosbiológiai tervezés és géntechnológia néven ismert tudományoknak. A világ nem ismerte el kellőképpen ennek az intelligens nőnek az úttörő munkáját, főleg azért, mert ezt a munkát Isztambulban végezte, és az eredményeket török folyóiratokban publikálta. 

### Egyesült Államok
Atatürk 1938-as halála után Geiringer és lánya az Egyesült Államokba távozott. A Pennsylvania állambeli Bryn Mawr College-ba került, ahol oktatói állást kapott. A Bryn Mawr College-ban végzett előadói feladatai mellett dolgozott az Egyesült Államok Nemzeti Kutatási Tanácsa számára is.
1942-ben emelt szintű nyári mechanikai tanfolyamot tartott a Brown Egyetemen Providence-ben, Rhode Island-ben, azzal a céllal, hogy az amerikai oktatási színvonalat a németországi szintre emelje. Kiemelkedő előadássorozatait a mechanika geometriai alapjairól tartotta, és bár soha nem publikálták, ezeket széles körben terjesztették és sok éven át használták az Egyesült Államokban. A mai napig, bár a Brown Egyetem soha nem kínált Geiringernek állandó állást, az egyetem teljes mértékben elismeri ezeket a sokszorosított jegyzeteket.

### Második házassága
Hilda Geiringer és Richard von Mises 1943-ban házasodtak össze. Hilda a következő évben otthagyta a részmunkaidős, alacsony fizetéssel járó előadói állását a Bryn Mawr College-ban, hogy közelebb lehessen férjéhez, és mert a Wheaton College felajánlotta neki első állandó professzori állását az Egyesült Államokban. Ez nem volt jó döntés, mert hétközben a főiskolán tanított, majd minden hétvégén Cambridge-be utazott a férjéhez.
Különböző New England-i egyetemeken jelentkezett állásokra, de ezek a nőkkel szembeni meglehetősen nyílt diszkrimináció miatt kudarcot vallottak.

### A Harvard Egyetemen
1953-ban Richard von Mises meghalt, és a következő évben Geiringer, bár megtartotta állását a Wheaton College-ban, a Harvardon kezdett dolgozni, kiegészítve és szerkesztve von Mises számos befejezetlen munkáját. Ehhez azonban a Haditengerészeti Kutatási Hivataltól kellett ösztöndíjat szereznie, és a Harvard ekkor felajánlott neki egy ideiglenes matematikai kutatói állást. 
1959-ben Geiringert az Amerikai Művészeti és Tudományos Akadémia tagjává választották. 1956-ban a berlini egyetem, talán azért, hogy csillapítsa a csoportos bűntudatot, esetleg egy híres nevet adjon a névsorához, professor emeritusszá választotta teljes fizetéssel. 1959-ben hivatalosan nyugdíjba vonult a Wheaton College-ból, és a következő évben ez a főiskola tiszteletbeli tudományos doktori címet adományozott neki.A Matematikai Statisztikai Intézet munkatársa is volt.

## Halála és emlékezete
1973-ban muzikológus testvérét, Karl Geiringert (1899–1989) látogatta meg Kaliforniában, és ott érte a halál fél évvel 80. születésnapja előtt. Ma a 20. századi alkalmazott matematika egyik legnagyobb tudósának tartják. A Harvard Egyetem archívumában nyolc dobozban található Hilda Geiringer hagyatéka.

## Fordítás
- Ez a szócikk részben vagy egészben  a   Hilda Geiringer című angol Wikipédia-szócikk fordításán alapul.  Az eredeti cikk szerkesztőit annak laptörténete sorolja fel. Ez a jelzés csupán a megfogalmazás eredetét és a szerzői jogokat jelzi, nem szolgál a cikkben szereplő információk forrásmegjelöléseként.